# Aaron Ciechanover
Aaron Ciechanover (אהרון צ'חנובר) (Haifa, 1º ottobre 1947) è un biologo israeliano.

## Biografia
Nato ad Haifa, Israele, ha ricevuto la laurea in Scienze nel 1971 ed il Master M.D. nel 1974 all'Hadassah Medical School dell'Università Ebraica di Gerusalemme.  Ricevette il dottorato in medicina nel 1982 all'Israel Institute of Technology (Technion).
Insieme ad Avram Hershko e a Irwin Rose, gli è stato conferito il premio Nobel per la chimica 2004 per la scoperta della degradazione delle proteine ubiquitina-dipendente.
Attualmente è un Professore nell'Unit of Biochemistry e Direttore del Rappaport Family Institute for Research in Medical Sciences del Technion ed è Distinguished Professor all'Università di Roma Tor Vergata.
La sua famiglia giunse in Israele dalla Polonia (Ciechanów) dopo la seconda guerra mondiale.

## Pubblicazioni
- Avram Hershko, Aaron Ciechanover e Irwin A. Rose, Resolution of the ATP-dependent proteolytic system from reticulocytes: A component that interacts with ATP, in PNAS, vol. 76, 1979,  pp. 3107-3110.
- Avram Hershko, Aaron Ciechanover, Hanna Heller, Arthur L. Haas e Irwin A. Rose, Proposed role of ATP in protein breakdown: Conjugation of proteins with multiple chains of the polypeptide of ATP-dependent proteolysis, in PNAS, vol. 77, 1980,  pp. 1783-1786.